# Sociedad de Maestranzas y Galvanización
La Sociedad de Maestranzas y Galvanización (SMyG) fue una sociedad anónima chilena que se formó en 1906 cuando la Compañía Galvanizadora de Fierro de Valparaíso compró la Fábrica de Caleta Abarca a la Fundición de Chile ex Lever, Murphy & Co., motivo por el cual se suele confundir ambas empresas pese a que tuvieron distintos dueños y administradores. Como su sucesora, su hito fue la construcción de 29 locomotoras tipo 20/2° y 42 tipo 57 para la Empresa de los Ferrocarriles del Estado, como las números 306, 607, 620 y 631, todas declaradas Monumento Histórico Nacional. Además, fue la primera fábrica automotriz de Chile, al armar y comercializar con motores propios las carrocerías norteamericanas Westcott. La empresa estuvo en operaciones hasta 1922 cuando se reorganizó como Compañía de Maestranzas y Galvanización con el propósito de establecer una refinería de azúcar. Sin embargo, ese proyecto no se realizó y a partir de 1926 fue comprada por la United States Steel Products Company, que la liquidó en 1937.

## Trayectoria

### Formación de la Empresa

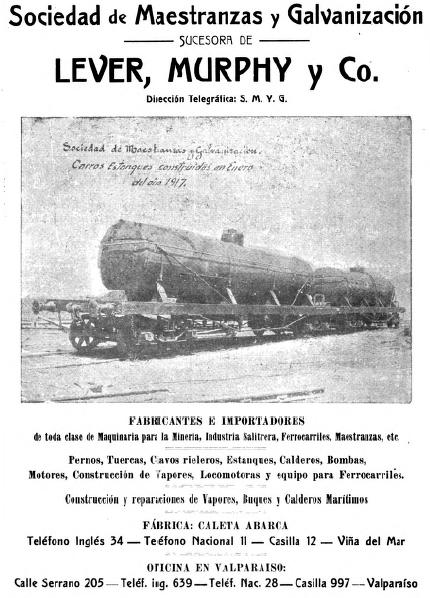
Aviso publicitario utilizado por la Sociedad de Maestranzas y Galvanización, hacia el año 1920.

La Sociedad de Maestranza y Galvanización se forma con la unión de dos empresas metal mecánicas que operaban en Valparaíso. Esta ocurre cuando la Compañía Galvanizadora de Fierro, sucesora de Bittencourt Rioja y Compañía en caleta Las Habas, que tenía privilegios comerciales para la fabricación de fierro galvanizado, compró a comienzos de 1906 la Fábrica de Caleta Abarca a la Fundición de Chile ex Lever, Murphy & Co.
La absorción se concretó en noviembre de ese mismo año, cuando la Galvanizadora cambia su razón social en una reforma de sus estatutos, incluyendo a la maestranza y aumentando el capital. La nueva empresa fue manejada por el gerente Jorge del Río Plummer, pariente de la familia Edwards, quien previamente fuera ejecutivo de la Galvanizadora y de Bittencourt inclusive. Directores destacados fueron Guillermo Plummer Délano, Manuel Pardo Correa, José Luis Walker Martínez, James Hamilton Wilson y Ricardo Searle Lorca. En sus últimos años destacaron Pelegrino Cariola y Juan Somavía. Fuertes accionistas durante el tiempo fueron Kenneth Page Oxley, Sociedad Somavía Velarde, Ramón Nieto y Cía, Alberto Heffmann, y en el último tiempo de la sociedad, Baburizza, Lukinovic y Cía. y el Banco Sudamericano, como acreedores. El agente representante en Santiago fue el ingeniero Domingo V. Santa María, continuando en su puesto desde Lever Murphy. 
La forma en se llevó a cabo la adquisición de los principales talleres de la antigua Lever Murphy, facilitó que hasta el día de hoy se confundan ambas empresas como una sola. Realmente los antiguos dueños de la Fundición de Chile no fueron accionistas de la SMyG, salvo por un tiempo limitado, aunque si se mantuvieron muchos empleados en sus cargos. Una causa de la confusión se debe tal vez a que la nueva empresa utilizó el nombre de los antiguos dueños en sus avisos publicitarios, como vemos en la imagen arriba a la izquierda.

### Fabricación de Locomotoras

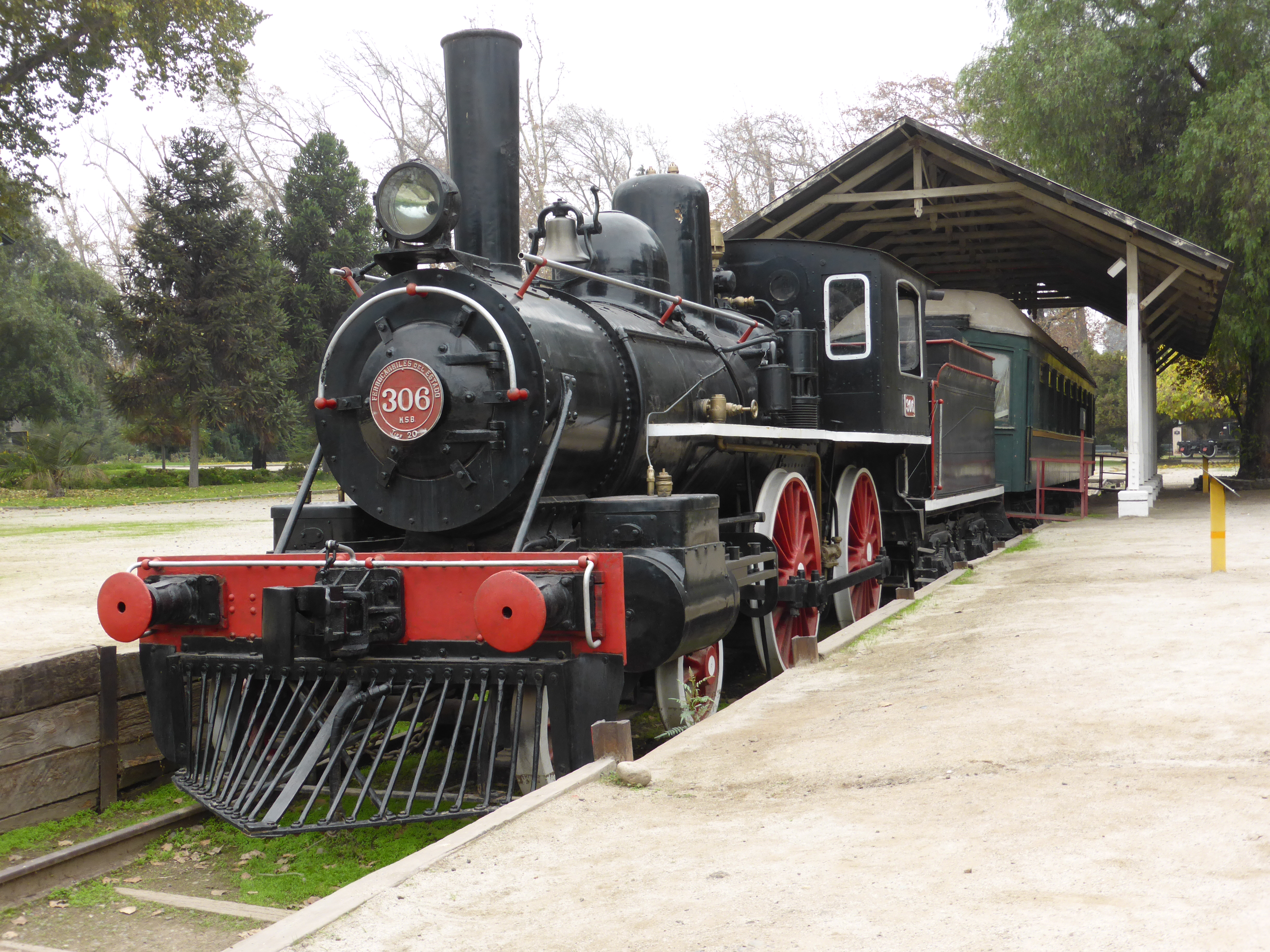
Locomotora 306, tipo 20, año 1911, producida en Caleta Abarca. Museo Ferroviario de Santiago.

Desde 1898 la industria chilena dedicada a la fabricación de material ferroviario estaba postergada en las decisiones de inversión del gobierno. Después de la adquisición de unas 100 locomotoras a la empresa alemana Borsig y gran ampliación de la red ferroviaria en el norte, la industria local estaba al borde de la quiebra y se temía gran cesantía en Valparaíso. Gracias a un fuerte cabildeo en el Congreso, la Empresa de los Ferrocarriles del Estado se avino a firmar un contrato de salvamento fiscal con tres empresas porteñas: la SMyG, su par la Balfour, Lyon y Cía, y la Fábrica de La Unión. El trato consideró la fabricación de locomotoras a un precio fijo de $ 50.000 pesos oro de 18 peniques durante 10 años, y contemplaba anualmente 12 locomotoras en Caleta Abarca, 6 locomotoras en Caleta Portales, donde se encontraba la maestranza de Balfour Lyon, y 6 locomotoras en la Fábrica de La Unión. Cantidades que ninguna de las empresas pudo cumplir en el tiempo por diversas dificultades técnicas y de abastecimiento durante la Primera Guerra Mundial. Si bien la SMyG pudo fabricar unas 70 máquinas en unos 8 años, la Balfour Lyon apenas llegó a entregar 19. La Unión inclusive no entrega locomotoras por liquidarse en ese periodo. Sin embargo, de acuerdo a periódicos extranjeros y reportes consulares, esta medida proteccionista de todas formas habría favorecido a las empresas chilenas, que vendieron a unos US$ 17.000 cada locomotora con un sobreprecio de alrededor de un 10% a 20% sobre maquinaria similar británica.
Las locomotoras fabricadas en Caleta Abarca desde agosto de 1909 originalmente serían para trenes de pasajeros. Su modelo se basó en locomotoras tipo 44 que Ferrocarriles del Estado había adquirido en Escocia y Estados Unidos de América circa 1889. Características generales en las nacionales fueron: distribución de ejes 4-4-0, 43,3 toneladas de peso en servicio, diámetro de ruedas motrices de 1.676 mm, cilindros de 444 mm de diámetro por 609 mm de carrera, superficie de calefacción de 104,3 metros cuadrados, y parrillas de 1,7 metros cuadrados. La primera entregada fue la locomotora número 302 en diciembre de 1910, con un atraso de 8 meses pero con buen desempeño. Siguieron 6 máquinas más en abril de 1911 con buenos resultados y gran difusión en prensa. En 1920 había en total 42 de estas máquinas destinadas a trenes de pasajeros, pero solo 26 estaban en servicio. Distribuidas 7, 8, 14, y 13 máquinas en las I, II, III, y IV zonas de Ferrocarriles del Estado respectivamente. De estas, 29 locomotoras se construyeron en maestranzas de la SMyG.
Desde 1912 se optó por la fabricación de locomotoras para trenes de carga. Algunos autores mencionan que este cambió se debió a la dificultad de conseguir material rodante en el extranjero y se optó por fabricarlo en Chile. Sin embargo, de las actas y memorias de Ferrocarriles del Estado, se concluye que también fue la intención disminuir la variedad en los tipos del equipo, unificando en un tipo de locomotora y un tipo de carro el material rodante para trenes de carga. Por ambas razones entonces, en Caleta Abarca se continuó con la fabricación de locomotoras tipo 57, algunas de las cuales sobreviven hasta el día de hoy como monumento nacional. Originalmente construidas en Escocia por la North British Locomotive, también fueron encargadas a Alemania. Las nacionales tienen ligeras diferencias y ocuparon varios repuestos de origen extranjero en su fabricación, como ruedas y resortes, lo que atrasó a veces su entrega por meses. Sus características generales fueron: distribución de 2-6-0, 48,5 toneladas de peso en servicio, diámetro de ruedas motrices de 1.422 mm, y cilindros de 457 mm de diámetro por 660 mm de carrera, superficie de calefacción de 112 metros cuadrados, y parrillas de 1,9 metros cuadrados.
La fabricación se locomotoras en Caleta Abarca finalmente paralizó en 1917 con la entrega de la locomotora n° 637, sumando 42 máquinas de este tipo y 71 locomotoras en total desde 1910. Las últimas máquinas construidas difieren en sus especificaciones técnicas y su precio, el que fue negociado varias veces debido al alza de las materias primas importadas. Por ejemplo, para el lote de locomotoras n° 623 a n° 634 correspondiente al año 1916 se fijo un aumento de precio de $ 7,212 oro de 18 peniques por cada una, y se pidió cambiar ruedas y resortes al estándar de la empresa estadounidense Pennsylvania Railroad, entre otras modificaciones en los tubos de caldera. Dichas condiciones impidieron continuar con la fabricación en 1918, dado lo poco rentable de la operación.

### Traspaso a manos estadounidenses y liquidación de la fábrica
La fábrica de Caleta Abarca por diversos factores luego de la Primera Guerra Mundial no repuntó en sus actividades. Los accionistas sin mayores resultados solicitaron incentivos fiscales al presidente Alessandri, pensaron en convertir la fábrica en una refinería de azúcar o arrendar bodegas. Para evitar una quiebra, en septiembre de 1922, la empresa se reformuló creando la Compañía de Maestranzas y Galvanización (CMyG), cuyo primer directorio estuvo formado por los señores Eduardo Budge, Juan Somavía, Kenneth Page, Archibaldo R. Balfour, Antonio Antonovich, y Marcial Edwards. Como gerente se mantuvo Jorge del Río Plummer hasta 1924.
En 1926, considerando los vínculos familiares entre algunos accionistas y los hermanos Molanphy Lennon, se logró vender por compra de acciones la fábrica al conglomerado metalúrgico estadounidense United States Steel Products Company (USSPCo). Dicha empresa operaba en Chile desde 1909 en el rubro de los materiales de construcción y destacó por proporcionar gran parte de los rieles del ferrocarril longitudinal norte. Su representante fue Thomas Nicholas Molanphy Lennon, también vicecónsul norteamericano en Chile, quien compró 273.311 acciones de la CMyG entre el 21 de enero de 1926 y el 14 de junio de 1926 a un precio no menor a los $14 pesos de la época.
La intención de la U.S. Steel Corp. era reconstruir la maestranza y fabricar planchas de fierro galvanizado tipo apollo. Encargado como gerente quedó Joseph C. Molanphy, y se formó un directorio con los señores: Carlos Nebel, Presidente. R. A. Nadeau, N. P. Playford, Gustavo Ochninger y E. J. Haswell. Sin embargo, alrededor de 1929 las instalaciones de Caleta Abarca quedaron parcialmente abandonadas y se utilizaron como bodegas. El complejo paralizaría sus operaciones en octubre de 1931.
En paralelo, la Ilustre Municipalidad de Viña del Mar se interesó en concretar las intenciones de establecer un balneario y hotel en Caleta Abarca. Estas propuestas o simples ideas que databan de 1889, se vieron reforzadas y mejoradas por la asociación vecinal Junta Pro-Balneario, quienes tenían una serie de proyectos para transformar Viña del Mar en una ciudad balneario de primer nivel estilo europeo. Las primeras acciones se iniciaron en 1928, pero solo en 1931 se concretó una oferta seria por la Fábrica consistente en la permuta por un terreno fiscal de 50.000 m² en Las Salinas más $ 3.800.000 pesos al contado. Si bien el acuerdo venía endosado por el Alcalde Manuel Ossa y el presidente Carlos Ibáñez, el gobierno posteriormente rechazó la transacción por considerarla desmedida.
Se prefirió en cambio caducar la concesión marítima de usufructo de la playa por Decreto Supremo n° 422 de 1934 del Ministerio de Defensa Nacional, acusando incumplimiento de las condiciones originales impuestas por la ley de 1886, provocando que la CMyG entablara querella ante tribunales desde el momento que no podía operar el muelle. La empresa perdió en primera instancia, pero apeló a la Corte en miras a prolongar un litigio judicial.
Mientras tanto, gracias al tenaz impulso del Alcalde Sergio Prieto Nieto y una buena campaña comunicacional de su abogado Alfredo Rodríguez Rosas, se logró rápidamente en junio de 1935 expropiar por ley el resto de la propiedad de la empresa. Finalmente, la CMyG fue liquidada en octubre de 1937, luego que sus terrenos fueran transferidos al municipio por $ 5.500.000 pesos el 20 de agosto de 1937. La parte cerca de la playa fue transformada en jardines y allí se instalaría años después el Reloj de Flores, mientras que el resto fue urbanizado en Cerro Castillo.